# Belejringen af Malakand
 Der er for få eller ingen kildehenvisninger i denne artikel, hvilket er et problem. Du kan hjælpe ved at angive troværdige kilder til de påstande, som fremføres i artiklen.

Belejringen af Malakand var en vigtig begivenhed under Pashtun-opstanden i 1897 i det nordvestlige Indien (nuværende Pakistan). Det var en konflikt mellem den britiske hær og lokale stammer, der gjorde oprør mod britisk styre. Belejringen varede i omkring tre måneder, og det britiske forsvar lykkedes til sidst med at bryde belejringen og genvinde kontrollen over området. Det var en af de mange konflikter, der fandt sted i regionen på det tidspunkt.
Belejringen af Malakand havde en betydelig indvirkning på den britiske kontrol i området. Det var en af de første store udfordringer, som briterne stod over for i Nordvestindien, og det viste styrken i den lokale modstand mod britisk styre. Belejringen førte til en øget opmærksomhed og indsats fra den britiske regering for at sikre området og styrke deres kontrol. Det var en af flere begivenheder, der bidrog til den britiske strategi om at etablere en mere stabil og sikker kontrol over regionen.
Belejringen af Malakand havde en betydelig indvirkning på den lokale befolkning. Det var en tid med stor uro og konflikt, hvor mange mennesker blev tvunget til at forlade deres hjem og flygte fra området. De lokale stammer, der gjorde oprør mod briterne, oplevede også store tab og ødelæggelse som følge af konflikten. Det var en svær tid for befolkningen i Malakand og omkringliggende områder, der blev påvirket af krigens konsekvenser.